# 麻雀冠狀病毒HKU17
麻雀冠狀病毒HKU17（sparrow coronavirus HKU17、SpCoV HKU17）是丁型冠狀病毒屬的一種病毒，在香港的麻雀身上發現，於2012年由香港大學研究團隊發表。此病毒與豬丁型冠狀病毒（PdCV）和鵪鶉冠狀病毒HKU30（QuaCoV UAE-HKU30）的複製酶保守區域的胺基酸序列相似度高於90%，顯示三種病毒應為同一物種的不同亞種。

## 基因組
麻雀冠狀病毒HKU17的基因組約長26000nt，編碼冠狀病毒皆有的複製酶（1ab）以及刺突蛋白（S）、外膜蛋白（sM）、膜蛋白（M）與衣殼蛋白（N）等四種結構蛋白，另有6、7a、7b與7c等四個開放閱讀框編碼輔助蛋白，其基因順序為1ab-S-E-M-6-N-7a-7b-7c，其中7a位於衣殼蛋白的開放閱讀框內，7b與7c則位於其下游（即基因組的最3端）。